# Cavimalum borneense
Cavimalum borneense är en svampart som beskrevs av Yoshim. Doi, Dargan & K.S. Thind 1977. Cavimalum borneense ingår i släktet Cavimalum och familjen Clavicipitaceae.   Inga underarter finns listade i Catalogue of Life.